# 首都圏 (日本)
日本における首都圏（しゅとけん）とは、主に首都圏整備法第2条第1項および同施行令第1条に基づいて定義された、東京都およびその周辺地域である埼玉県・千葉県・神奈川県・茨城県・栃木県・群馬県・山梨県の1都7県を指す。狭義ではこのうち、島嶼部を除く東京都本土と埼玉県・千葉県・神奈川県の南関東1都3県のみを指すことも多い。
法令に基づく定義とは異なる範囲を対象とした「首都圏」の用例としては、東京都心を中心とする周辺地域を指す用語として、都心周辺の通勤・通学圏（都市圏）を指す「東京大都市圏」、「東京都市圏」、「東京圏」などを指すこともある。本項では、生活圏（都市圏）としての「東京圏」についても記述する。

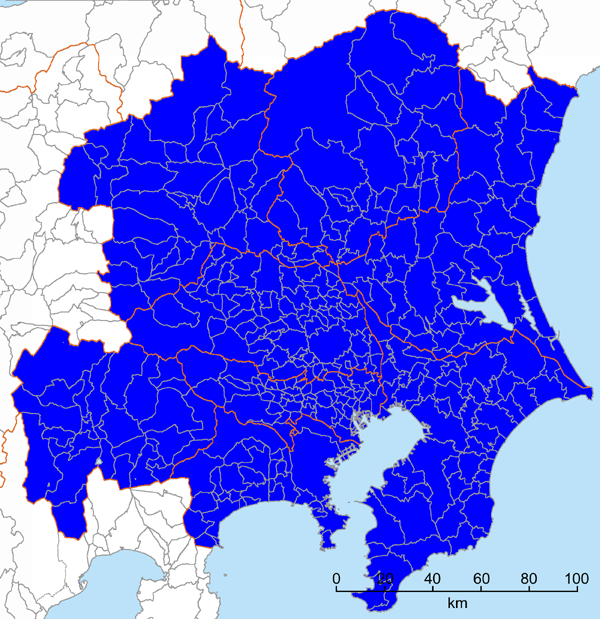
首都圏整備法による首都圏の範囲

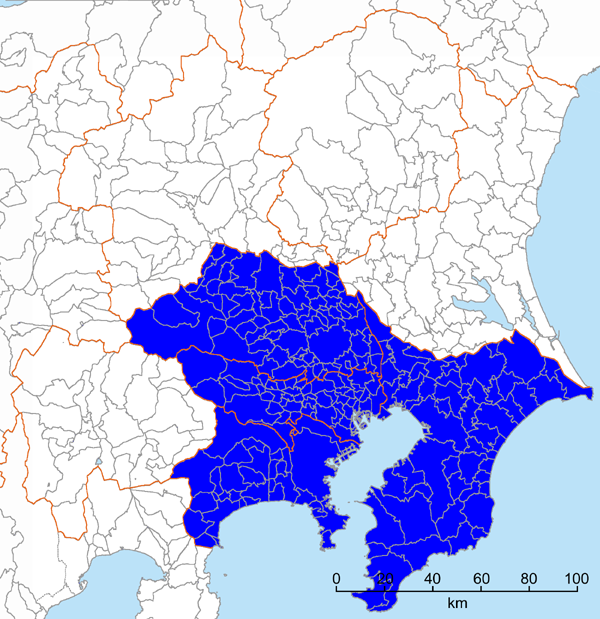
狭義の首都圏を指す南関東1都3県の範囲

東京を中心とした首都圏（もしくは東京都市圏）は、世界で最多の人口を有しニューヨーク都市圏に次いで世界2位の面積、世界最大の経済規模をもつ都市圏である。

## 定義
1956年（昭和31年）に制定された「首都圏整備法」第2条第1項では、日本の首都圏の定義が「東京都の区域及び政令で定めるその周辺の地域を一体とした広域」と規定されている。また、この「政令で定めるその周辺の地域」は、政令である首都圏整備法施行令第1条において、「埼玉県、千葉県、神奈川県、茨城県、栃木県、群馬県及び山梨県の区域」と規定されている。
一方、九都県市首脳会議は「首都圏サミット」の別名を持つが、狭義の首都圏である南関東1都3県（東京都・埼玉県・千葉県・神奈川県）および同都県に所在する5つの政令指定都市（横浜市・川崎市・千葉市・さいたま市・相模原市）の知事・市長で構成される。
なお、近年では「首都圏」とは別の東京周辺地域を指す用語である「東京圏」（生活圏）あるいは「東京都市圏」（都市圏）などが首都圏と同義で用いられることも多い。これらの圏域は、本来「首都圏」とは別の範囲を指している。
また、東京都島嶼部は「首都圏」に含まれないことが多い。

### 関東大都市圏
国勢調査や住宅・土地統計調査の結果で用いられる統計上の地域区分の1つ。
「大都市圏」は1960年の国勢調査で初めて設定され、1975年の国勢調査以来の定義は、東京都特別区部及び政令指定都市からなる「中心市」と、中心市への15歳～84歳通勤・通学者数人口が常住人口に占める割合が1.5％以上かつ中心市と連接している市町村、及びこれらの市町村に囲まれている市町村からなる「周辺市町村」とを併せた地域である。
中心市どうしが互いに近接している場合にはこれらを統合して1つの大都市圏として扱うため、東京周辺の大都市圏の中心市は、1975年 - 1990年の国勢調査においては東京特別区部・横浜市・川崎市であり、1995年国勢調査以降はこれに千葉市が、2005年国勢調査以降はさいたま市が、2010年国勢調査以降は相模原市が加わった。
これに伴い、大都市圏の名称も「京浜大都市圏」→「京浜葉大都市圏」→「関東大都市圏」と変遷している。
2015年国勢調査による関東大都市圏は、東京都及び、神奈川県・千葉県・埼玉県・茨城県・栃木県・群馬県・山梨県・静岡県の1都8県にまたがる23特別区・132市55町5村で構成される。

### 東京大都市圏
各種の統計資料などでは、東京都心から50-70kmの圏内、あるいは利根川以南に位置する東京都・埼玉県・千葉県・神奈川県の南関東1都3県を「東京圏」や「東京都市圏」として定義する事例が多く見受けられ、それに加えて近年では内閣府を含めた官公庁や民間団体が「首都圏」という言葉を東京都区部およびその近隣域を指す「東京圏」や「東京都市圏」の同義語として用いている例がある。

## 人口
首都圏では、終戦後、特に高度成長期にかけて、地方からの人口の流入が地方への流出を大きく超過して推移し、人口の大幅な社会増が続いた。首都圏人口の社会増は、1950年代前半の5年間に147万人、後半には156万人であったが、高度成長期が始まった60年代前半の5年間では186万人、後半にも136万人の純流入が起きており、60年代の首都圏の人口増加のほぼ半分を占めている。こうした地方圏から大量の人口が流入する、いわば‘向都離村’の動きが活発で、都市に人口が集中した結果、地方の過疎問題と都市の過密問題が併存する状況が顕在化した。
また、同期間の人口の自然増も、若年人口の増加や高い合計特殊出生率等を背景に、50年代前半が90万人、後半が88万人の増加であったのに対し、60年代前半には129万人の増加、後半には174万人の増加を記録し、首都圏人口全体の増加に大きく寄与した。
この結果、50年に1,305万人、60年に1,786万人であった首都圏の人口は、60年代前半の5年間で17.6％、後半の5年間でさらに14.7％増加したことにより、70年には2,411万人にまで達し、50年から実に8割以上も増加することとなった。
東京都は約1,398万人（2020年9月1日現在）、首都圏の総人口は4,434万人（2020年9月1日現在）、東京都市圏では定義にもよるが約3,400-3,800万人である。東京都区部の人口は約944万人（2017年5月現在）であるが、昼夜人口変動を考慮したオフィス街の多い都区部における昼間人口はさらに多い。
| 順位                         | 都市圏       | 人口       |
| ---------------------------- | ------------ | ---------- |
| 1                            | 東京         | 37,750,000 |
| 2                            | ジャカルタ   | 31,320,000 |
| 3                            | デリー       | 25,735,000 |
| 4                            | ソウル       | 23,575,000 |
| 5                            | マニラ       | 22,930,000 |
| 6                            | ムンバイ     | 22,885,000 |
| 7                            | カラチ       | 22,825,000 |
| 8                            | 上海         | 22,685,000 |
| 9                            | ニューヨーク | 20,685,000 |
| 10                           | サンパウロ   | 20,605,000 |
| 出典:Demographia (2016年4月) |              |            |

## 経済都市圏
また、2014年の東京都市圏の実質GDPは1兆6170億ドルである。同年のニューヨーク都市圏の実質GDPが1兆4030億ドルであることから、東京都市圏はニューヨーク都市圏の1.15倍ほどの経済規模である。
世界最大の経済都市圏であり、2015年の各国の実質GDPと比較するとGDP世界17位の「国」に相当する。
| 都市圏GDP（購買力平価） |              |               |
| 順位                    | 都市圏       | GDP           |
| 1                       | 東京         | 1兆5369億ドル |
| 2                       | ニューヨーク | 1兆3342億ドル |
| 3                       | ロサンゼルス | 8180億ドル    |
| 4                       | ソウル       | 8042億ドル    |
| 5                       | ロンドン     | 7944億ドル    |
| 6                       | パリ         | 6798億ドル    |
| 7                       | 大阪         | 6382億ドル    |
| 8                       | 上海         | 5647億ドル    |
| 9                       | シカゴ       | 5354億ドル    |
| 10                      | モスクワ     | 5260億ドル    |
| 出典:CCGA(2016年10月)   |              |               |

## 地域
京都・大阪・神戸の3つの大都市が並ぶ関西（京阪神）に対して、東京都心からの時間的距離に応じて人口や都市空間の集積が遷移するという性質が強く、郊外では放射状に広がる近郊鉄道沿いの人口密度が高いものの、それらの間の地域では人口密度が低くなる。すなわち、ヒトデ型あるいは星型の都市圏構造を呈している。京阪神圏では大阪市のみならず京都市・神戸市の昼夜間人口比率が100を上回り、それぞれが都市圏を設定しているのに対して、首都圏のさいたま市・千葉市・横浜市などの昼夜間人口比率は100を下回り、これらの都市は東京のベッドタウン・衛星都市という性質が強い。
都心、副都心（新宿・渋谷・池袋など）と呼ばれる地区は、おおむね皇居から10km圏内に位置している。一方その外側にはベッドタウンが形成されており、人口に比して商業・業務機能の集積が少ないのが特徴。しかし20-40km圏内においては副々都心、業務核都市の指定を受け、また新都心（さいたま新都心、幕張新都心、横浜みなとみらい21など）と呼ばれるような業務の集積がみられる自治体も点在している。
関東大震災後や第二次世界大戦後には、東京都区部から郊外に無秩序・虫食い状に住宅地が拡大するスプロール現象が起こった。このような事態への対策として多摩ニュータウンや港北ニュータウンをはじめとして大規模ニュータウンが建設されたが、当初の構想とは異なり住宅供給を主体とするものとなり、企業の進出はあまり進まなかった。企業にかわって大学の郊外移転が相次いだが、バブル崩壊後、都心の地価が下がると都心回帰が進んでいる。

## 東京都市圏の拡大とドーナツ化現象
東京都市圏の人口増とともに都市圏の地価が高騰し、より安くより広い床面積の住居を求める東京都市圏住民が次第に都市圏辺縁部に拡散し、これに伴い東京都市圏が辺縁部に拡大・偏重し、ドーナツ化現象を引き起こした。
平成期に入ると、とりわけ新幹線沿線では通勤圏が遠方ギリギリにまで拡大する傾向が目立った。熱海・三島・静岡・那須塩原・郡山がその例で、それぞれ東海道新幹線・東北新幹線の開業当時には東京への通勤圏として一般的に認知されていなかったが、バブル景気以後東京への通勤者が現れ始めた。また、高崎、宇都宮等は新幹線開業前から一定数東京への通勤者は存在していたが、新幹線開業後その数は更に増大した。また、新幹線が停車する高崎市に隣接する前橋からの通勤者も増加した。

### 東京都市圏の拡大
東京都市圏は、都市雇用圏による1都3県（東京都・埼玉県・千葉県・神奈川県）の中心都市より、通勤圏をさらに広範に拡大した。
敗戦により、日本各地の農村部の余剰労働力を送り出す海外植民地を喪失したため、第二次世界大戦後はそれを吸収する形で「金の卵」と呼ばれた青年労働者（第二次産業労働力が中心）が集まり、臨海部を中心に人口が急増した。また、高度経済成長以後は、日本全国の販売網から集まる売上（内需）や貿易黒字（外需）が東京に集中するようになり、第三次産業の労働力を吸収して東京都市圏の人口は激増した。高度経済成長期を中心に東京湾沿岸には工業の集積が著しく進行した。

### 近郊列車による高密度・広範囲な大都市圏の形成
画一的な団地が次々に建設され、また郊外の良い住環境やマイホームを求める動きも背景として、ニュータウンに代表される郊外の宅地化が急速に進行し、東京の都市圏は特別区の外側に向かって拡大していった。この郊外化は戦前から構築されていた鉄道網を背景とするところが強く、既存の鉄道は度重なる輸送力の増強や新駅の設置に追われた。この他にも路線の延伸や新規路線の開業も頻繁に行われた。
このように東京都心部を中心として放射状に伸びる交通網に沿って宅地化が進行したため、多摩地域はもとより隣接する埼玉県・千葉県・神奈川県の各県と茨城県南西部・栃木県南端にまで広がった。
欧米の大都市の中には、都心部を含む中心市と郊外の衛星都市群の間にグリーンベルトと呼ばれる緑地帯をはさむものが存在するが、東京都市圏においては、一部で環状都市が構想されたものの、それは実現せず、自治体の領域は名目地域としての性質を強めることとなった。
このように、東京都区部の外に連続的に都市圏が拡大した結果、昼間は東京都区部で働き・学び、夜間は東京都区部の外に帰るという「茨城都民」「埼玉都民」「千葉都民」「多摩都民」「神奈川都民」というように、「○○都民」と呼ばれる新興住民が急増した。このような住民は「新住民」とも呼ばれ、居住地区や「旧住民」との疎遠さも指摘された。しかし、近年は新旧住民の交流や地域通貨の導入など、新たなコミュニティーづくりが始まっている。
多くの地域で、土地とは無縁な瑞祥地名が多く付けられた。その中には、ひらがな表記や、英語などの外国語を含む地名が誕生したのも特徴である。
バブル経済期になると、1都3県（東京都・埼玉県・千葉県・神奈川県）で地価が高騰した結果、北は郡山、西は静岡まで、新幹線で東京に通勤・通学することも一般化するようになった。このような一連の通勤圏の拡大により、近縁部の人口が増加すると、その居住人口を背景として衛星都市群の都心の商業が活性化した。

### 都心回帰
しかし高度経済成長の終焉とバブル経済の破綻、高層建築技術の向上などを機に、1990年代後半以降は、それまでの都市圏の拡大から都心回帰の動きに転じていると言われ、都心部での人口増加、郊外部での減少といった状況が見られるようになった。
都心回帰により、地域間の二極化の加速も指摘されるようになった。東京の都心部は、再開発が盛んで新富裕者が居住するようになった一方、老朽化した民間の賃貸アパート・賃貸マンション、地方自治体が運営する公営住宅に居住する65歳以上の高齢者、ひとり親世帯、生活保護世帯、低所得世帯、ひきこもり、ニート、DV被害者と呼ばれる生活困窮者が増えている。また郊外の拠点都市では、新都心の造成を始め業務機能の拠点整備や人口増加がみられる反面、やはり老朽化した住宅団地などでは人口減少と急激な高齢化が指摘されるに至っている。

## 自治体一覧

### 東京都心10km圏内
- 千代田区
- 中央区
- 港区
- 文京区
- 台東区
- 墨田区
- 江東区
- 品川区
- 渋谷区
- 新宿区
- 豊島区
- 荒川区
- 目黒区
- 中野区

### 東京都心20km圏内
- 大田区
- 世田谷区
- 杉並区
- 練馬区
- 板橋区
- 北区
- 足立区
- 葛飾区
- 江戸川区
- 狛江市
- 調布市
- 三鷹市
- 武蔵野市
- さいたま市
  - 南区
- 川口市
- 蕨市
- 戸田市
- 市川市
- 船橋市
- 松戸市
- 浦安市
- 川崎市
  - 川崎区
  - 幸区
  - 中原区
  - 高津区
  - 宮前区

### 東京都心30km圏内
- 立川市
- 町田市
- 稲城市
- 多摩市
- 日野市
- 府中市
- 小金井市
- 国分寺市
- 国立市
- 西東京市
- 小平市
- 東村山市
- 東久留米市
- 東大和市
- 清瀬市
- さいたま市
  - 浦和区
  - 桜区
  - 中央区
  - 大宮区
  - 緑区
  - 見沼区
  - 西区
  - 岩槻区
- 和光市
- 川越市
- 春日部市
- 三郷市
- 越谷市
- 松伏町
- 新座市
- 所沢市
- 朝霞市
- 草加市
- 志木市
- 富士見市
- ふじみ野市
- 三芳町
- 千葉市
  - 美浜区
  - 花見川区
  - 稲毛区
- 習志野市
- 鎌ケ谷市
- 八千代市
- 柏市
- 流山市
- 野田市
- 川崎市
  - 多摩区
  - 麻生区
- 横浜市
  - 鶴見区
  - 港北区
  - 都筑区
  - 神奈川区
  - 西区
  - 青葉区
  - 緑区
  - 中区
  - 南区
  - 保土ケ谷区
  - 旭区

### 東京都心40km圏内
- 市原市
- 袖ケ浦市
- 木更津市
- 君津市
- 富津市
- 千葉市
  - 中央区
  - 若葉区
  - 緑区
- さいたま市
  - 北区
- 四街道市
- 佐倉市
- 印西市
- 我孫子市
- 取手市
- 利根町
- 守谷市
- つくばみらい市
- 常総市
- 坂東市
- 杉戸町
- 宮代町
- 白岡市
- 蓮田市
- 伊奈町
- 桶川市
- 川島町
- 狭山市
- 入間市
- 上尾市
- 武蔵村山市
- 瑞穂町
- 羽村市
- 福生市
- 昭島市
- 八王子市
- 海老名市
- 座間市
- 綾瀬市
- 大和市
- 横浜市
  - 戸塚区
  - 泉区
  - 瀬谷区
  - 栄区
  - 金沢区
  - 磯子区
  - 港南区
- 相模原市
  - 南区
  - 中央区
  - 緑区
- 藤沢市

### 東京都心50km圏内
- 長柄町
- 八街市
- 東金市
- 大網白里市
- 茂原市
- 栄町
- 酒々井町
- 成田市
- 富里市
- 河内町
- 龍ケ崎市
- 牛久市
- つくば市
- 五霞町
- 幸手市
- 久喜市
- 加須市
- 鴻巣市
- 北本市
- 吉見町
- 川島町
- 東松山市
- 坂戸市
- 鳩山町
- 鶴ヶ島市
- 日高市
- 毛呂山町
- 飯能市
- 青梅市
- 日の出町
- あきる野市
- 愛川町
- 伊勢原市
- 清川村
- 厚木市
- 平塚市
- 寒川町
- 茅ヶ崎市
- 逗子市
- 葉山町
- 横須賀市
- 鎌倉市

### 東京都心60km圏内
- 鋸南町
- 大多喜町
- 睦沢町
- 長南町
- 長生村
- 白子町
- 九十九里町
- 山武市
- 芝山町
- 稲敷市
- 美浦村
- 阿見町
- 土浦市
- 下妻市
- 八千代町
- 結城市
- 古河市
- 野木町
- 栃木市
- 板倉町
- 羽生市
- 行田市
- 熊谷市
- 滑川町
- 嵐山町
- 小川町
- ときがわ町
- 越生町
- 奥多摩町
- 檜原村
- 上野原市
- 山北町
- 秦野市
- 大磯町
- 三浦市

### 東京都心70km圏内
- 南房総市
- 鴨川市
- 勝浦市
- いすみ市
- 小田原市
- 一宮町
- 多古町
- 香取市
- 神崎町
- 匝瑳市
- かすみがうら市
- 石岡市
- 桜川市
- 筑西市
- 小山市
- 佐野市
- 館林市
- 明和町
- 千代田町
- 大泉町
- 邑楽町
- 深谷市
- 寄居町
- 東秩父村
- 秩父市
- 横瀬町
- 小菅村
- 丹波山村
- 大月市
- 都留市
- 道志村
- 箱根町
- 湯河原町
- 真鶴町
- 松田町
- 開成町
- 大井町
- 中井町
- 二宮町

### 観光
東京都区部および横浜みなとみらい周辺の都市観光、千葉のディズニーリゾートやマザー牧場に代表されるテーマパーク、房総半島東海岸（九十九里浜・御宿・勝浦・鴨川など）および相模湾（湘南海岸・逗子など）の海水浴場、南房総および三浦半島などの避寒地、水郷筑波国定公園（千葉県と茨城県にまたがる水郷地帯と海岸線）および富士箱根伊豆国立公園（富士山周囲の保養地、箱根および伊豆半島の温泉地）などの自然公園など、関東地方東部・南部から山梨県・伊豆半島に渡る地域（東京都・神奈川県・千葉県・山梨県・静岡県）は観光地が集中しており、東京の近接観光地となっている。
しかし、「首都圏」という立地条件がデメリットとなっている例もある。特に日光・川越・鎌倉などは、首都圏住民が日帰り旅行として立ち寄る例が多く、地域内への宿泊客が伸び悩んでいる。

## 交通

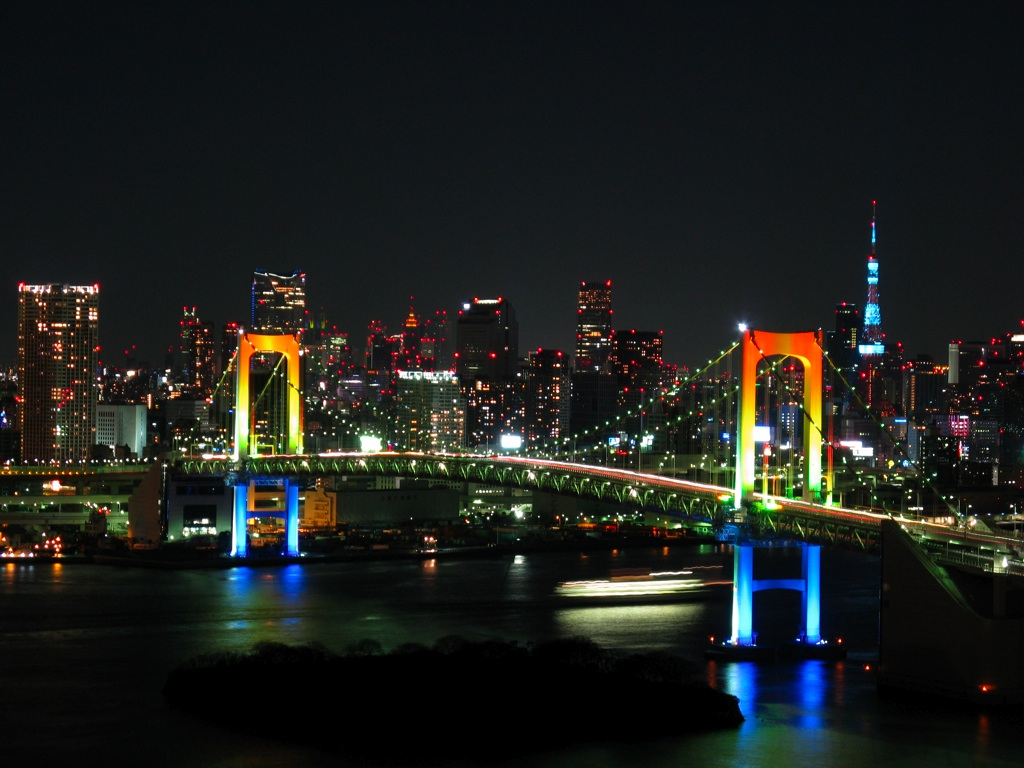
首都高速11号台場線（レインボーブリッジ）

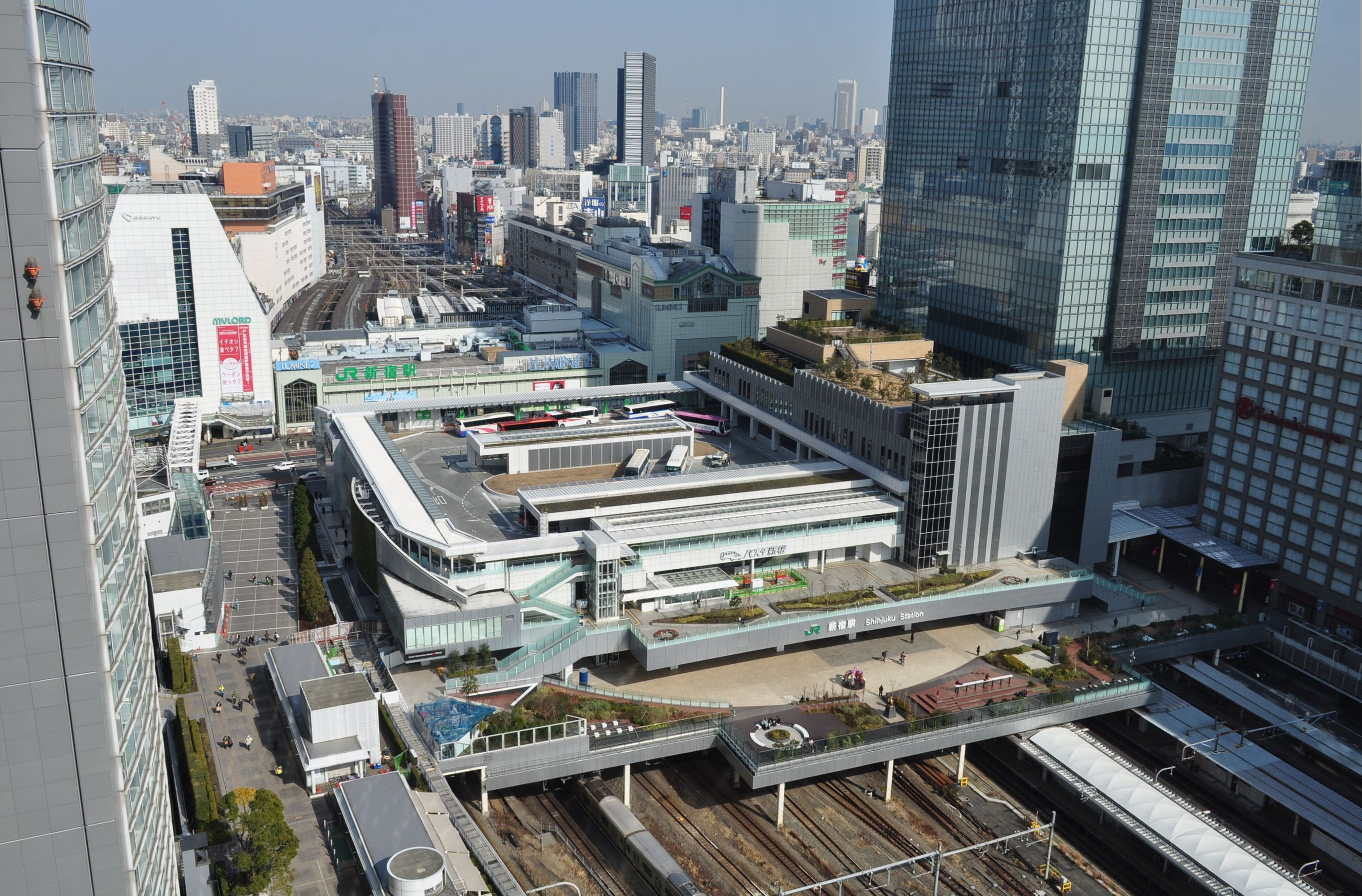
新宿駅は1日平均乗降客数が350万人を超える世界一のターミナル駅である。

古代の南関東には京から東海道が延びていた。また武蔵国には上野国まで武蔵道が整備されていた。中世の混乱期にこうした道路網は荒廃したが、江戸時代になると東海道・日光街道・中山道・水戸街道・甲州街道などが整備された。
現在、東京都心から郊外に向かって道路・鉄路ともに環状・放射状に発達しているが、郊外に行くに従って整備は遅れている。代表的なものとして環状道路では環状七号線・国道16号、環状鉄路では山手線・大江戸線・武蔵野線＋南武線がある。東京都心の外側の環状高速道路として、都心から15-20km圏内に東京外環自動車道と、都心から40-60km圏内に首都圏中央連絡自動車道などの整備が進むが、未完成である。
律令制の五畿七道では、関東地方の内、現在の栃木県と群馬県以外は東海道として区分された。このため、日本を交通網で区分する時に、関東の特に東京都以南を東海道として区分することもある。

### 東京都市圏の道路
- 高速道路 - 首都高速道路・東関東自動車道・京葉道路・常磐自動車道・東北自動車道・関越自動車道・中央自動車道・東名高速道路・第三京浜道路・東京湾アクアライン（東京湾横断道路）などがある。首都高速都心環状線江戸橋JCT（日本橋付近）は、アジアハイウェイ1号線の起点となっており、日本の高速道路網の起点とも言える。東京湾アクアラインは、神奈川県川崎市と千葉県木更津市とを結ぶものであり、海上パーキングエリアの海ほたる（木更津市）は人気観光スポットになっている。
- 一般道路 - 国道などの幹線道路が東京都心から放射状、あるいは網の目のように張り巡らされている。道路標識の一種である案内標識で示される「東京」の基準点は中央区の日本橋であり[16][注 1]、国道1号（大阪府大阪市）・国道4号（青森県青森市）・国道6号（宮城県仙台市）・国道14号（千葉県千葉市）・国道15号（神奈川県横浜市）・国道17号（新潟県新潟市）・国道20号（長野県塩尻市）の7つの国道の起点として日本国道路元標が埋め込まれている。
- 環状道路 - 環状1号線-環状8号線、首都高速都心環状線（都内）、首都高速中央環状線（都内）、東京外環自動車道（1都2県）、首都圏中央連絡自動車道（1都4県）といった環状道路も整備が進みつつあり、東京大都市圏内や、東京と近隣県・全国を結ぶ役割を果たしている。

#### 環状道路

##### 東京都心10km圏内
- 環状1号線（内堀通）
- 環状2号線（外堀通）
- 環状3号線（外苑東通・言問通・三ツ目通）
- 環状4号線（外苑西通・不忍通）
- 環状5号線（明治通）
- 環状6号線（山手通）
- 首都高速都心環状線
- 首都高速中央環状線

##### 東京都心20km圏内
- 環状7号線（環七通）
- 環状8号線（環八通）
- 国道298号
- 東京外環自動車道

##### 東京都心30km圏内
- 国道16号

##### 東京都心70km圏内
- 首都圏中央連絡自動車道

### 東京都市圏の鉄道
JR・私鉄・地下鉄・モノレールなどが網の目のように張り巡らされ、年間輸送人員は世界一である。ダイヤが正確で、治安やマナーも良く、車内や駅が清潔であるなどの点では評価が高いものの、慢性的に満員電車に悩まされており、また不慣れな利用者には路線網や列車の系統・停車駅が複雑で分かりにくいなどの課題もある。日本国外からの観光客誘致を目指して2003年に始まったビジット・ジャパン・キャンペーンも手伝い、英語の車内アナウンスや、駅の標識のローマ字や番号での表記が増えている。一部の駅の表記にはローマ字の他に隣国で使用されている中国語・韓国語も併記されているものもある。

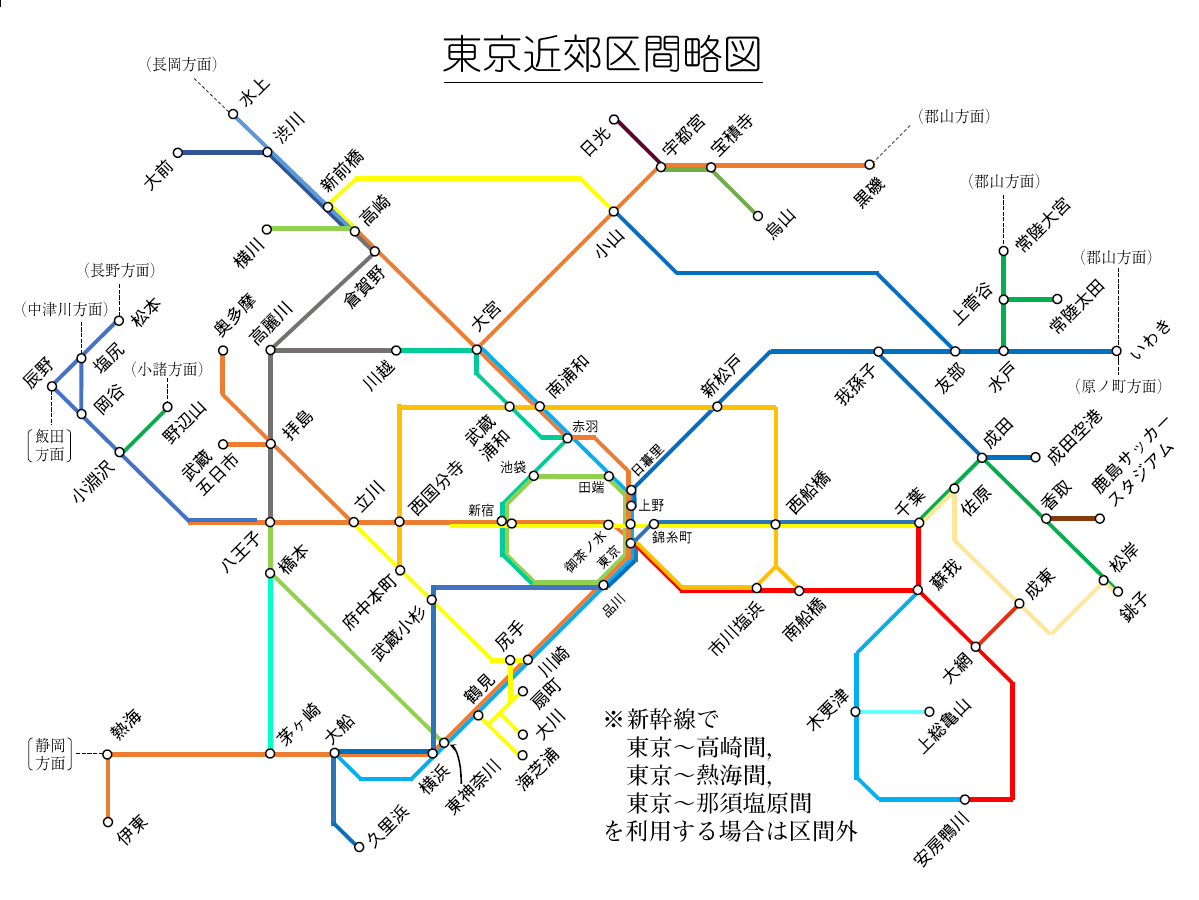
東京近郊区間

中心的なターミナル駅は東京駅である。JRの中長距離乗車券に適用される「東京都区内」および「東京山手線内」は、東京駅との営業キロを基に運賃を計算する特例である。また、東京駅は所属する東海道本線・東北本線・中央本線・総武本線・京葉線・東海道新幹線・東北新幹線のすべての起点となっていることから、出発列車はすべて下り列車である。
上野駅・品川駅は新幹線の停車駅でもある。新宿駅は一日平均乗降客数が350万人を超え、ギネス世界記録に認定されている。また、新宿駅は長距離バスのターミナルになっている。その他、環状線の山手線主要ターミナル駅の池袋駅・渋谷駅なども乗降者が多く、この辺りは昼夜人波が途絶えることがない。

### 東京都市圏の港湾
主要な港湾として東京湾内に東京港・横浜港・千葉港がある。なお、日本の標高は、東京湾平均海面を0mとして設置された日本水準原点（千代田区永田町）を基準に測量される。

#### 東京港
- 国際戦略港湾。
- 日の出桟橋から水上バス・レストラン船、竹芝客船ターミナルから離島行きの旅客船・レストラン船・納涼船などが運行している。
- 東京国際クルーズターミナルは、国際クルーズ路線に対応した出入国管理設備があり、大型クルーズ客船にも対応し、ディズニークルーズの発着拠点にもなっている。

#### 横浜港
- 国際戦略港湾。
- 「国際コンテナ戦略港湾」の指定も受けている。
- ぷかりさん橋・大さん橋からは水上バスやクルーズ客船が運航している。

#### 千葉港
- 国際拠点港湾。
- 日本最大級の貨物取扱量を誇り、京葉工業地帯の拠点港である。
- 千葉中央港旅客船桟橋からは遊覧船や工場夜景クルーズが運航されている。

### 東京都市圏の空港
主要な空港として、東京都大田区に東京国際空港（羽田空港）、千葉県成田市に成田国際空港（成田空港）がある。

#### 東京国際空港
- 国内線48都市、国際線28都市（2015年冬ダイヤ）[17]に就航。
- 年間の国内線旅客数は約6257万人、国際線旅客数は約1275万人（2015年）である[18]。
- 国内線就航都市数、年間国内線旅客数、年間総旅客数で日本一である。

#### 成田国際空港
- 国内線22都市、国際線111都市（2018年冬ダイヤ）[19][20]に就航。
- 年間の国内線旅客数は764万2779人、国際線旅客数は3670万1960人（2019年）である[21]。
- 国際線旅客数、国際線就航都市数、総就航都市数で日本一である。
- 成田空港の貿易額は日本全体の貿易額の14%を占め（2015年）、1994年以降常に港および空港を含めた日本一の貿易港となっている[22]。

### 関東地方の道路

#### 高速道路
- 首都高速道路
- 東京外環自動車道
- 首都圏中央連絡自動車道
- 東京湾アクアライン・東京湾アクアライン連絡道
- 京葉道路
- 千葉東金道路
- 館山自動車道
- 富津館山道路
- 第三京浜道路
- 横浜横須賀道路
- 横浜新道

- 東名高速道路
- 新東名高速道路
- 中央自動車道
- 関越自動車道
- 東北自動車道
- 常磐自動車道
- 東関東自動車道
- 北関東自動車道

#### 国道
- 国道1号
- 国道4号
- 国道6号
- 国道14号
- 国道15号
- 国道16号
- 国道17号
- 国道20号
- 国道50号
- 国道51号
- 国道119号
- 国道121号
- 国道122号
- 国道123号
- 国道125号

- 国道126号
- 国道127号
- 国道128号
- 国道134号
- 国道140号
- 国道246号
- 国道254号
- 国道293号
- 国道294号
- 国道296号
- 国道298号
- 国道299号
- 国道354号
- 国道357号
- 国道407号
- 国道408号

### 関東地方の鉄道

#### JR東日本
- 東海道線
- 横須賀線
- 総武快速線
- 湘南新宿ライン
- 京浜東北線
- 相模線
- 横浜線
- 南武線
- 鶴見線
- 山手線
- 中央本線
- 中央線快速電車
- 中央・総武各駅停車
- 青梅線
- 五日市線
- 八高線
- 宇都宮線
- 高崎線

- 埼京線
- 川越線
- 常磐線
- 常磐線快速電車
- 常磐線各駅停車
- 総武本線
- 内房線
- 外房線
- 成田線
- 東金線
- 京葉線
- 武蔵野線
- 上越線
- 両毛線
- 吾妻線
- 水戸線
- 日光線
- 上野東京ライン

- 東北新幹線
- 上越新幹線
- 北陸新幹線

#### JR東海
- 東海道新幹線、御殿場線

#### 地下鉄・私鉄・第3セクター路線
- 東京地下鉄（銀座線・丸ノ内線・日比谷線・東西線・千代田線・有楽町線・半蔵門線・南北線・副都心線）
- 東京都交通局（浅草線・三田線・新宿線・大江戸線・都電荒川線・日暮里・舎人ライナー）
- 横浜市営地下鉄（ブルーライン・グリーンライン）
- 小田急電鉄（小田原線・江ノ島線・多摩線）
- 京王電鉄（京王線・相模原線・新線・高尾線・動物園線・競馬場線・井の頭線）
- 京成電鉄（本線・東成田線・押上線・金町線・千葉線・千原線・成田空港線・松戸線）
- 京浜急行電鉄（本線・空港線・大師線・逗子線・久里浜線）
- 相模鉄道（相鉄本線・いずみ野線・相鉄新横浜線）
- 西武鉄道（池袋線・西武秩父線・西武有楽町線・豊島線・狭山線・新宿線・拝島線・多摩湖線・国分寺線・西武園線・多摩川線・山口線）
- 東急電鉄（東横線・目黒線・東急新横浜線・田園都市線・大井町線・池上線・東急多摩川線・こどもの国線・世田谷線）
- 東武鉄道（伊勢崎線・亀戸線・大師線・佐野線・桐生線・小泉線・日光線・宇都宮線・鬼怒川線・野田線・東上本線・越生線）
- 埼玉高速鉄道（埼玉高速鉄道線）
- 埼玉新都市交通（ニューシャトル）
- 首都圏新都市鉄道（つくばエクスプレス）
- 東京臨海高速鉄道（りんかい線）
- 東葉高速鉄道（東葉高速線）
- 北総鉄道（北総線）
- ゆりかもめ（東京臨海新交通臨海線）
- 横浜高速鉄道（みなとみらい線）
- 横浜シーサイドライン（金沢シーサイドライン）
- 東京モノレール（東京モノレール羽田空港線）
- 多摩都市モノレール（多摩都市モノレール線）
- 千葉都市モノレール（1号線・2号線）
- 湘南モノレール（湘南モノレール江の島線）
- 舞浜リゾートライン（ディズニーリゾートライン）

### 関東地方の港
（東京湾西側・京浜工業地域）
- 東京港
- 川崎港
- 横浜港
- 横須賀港

（東京湾東側・京葉工業地域）
- 千葉港
- 木更津港

（東京湾外）
- 茨城港
- 鹿島港

### 関東地方の空港
- 東京国際空港（羽田空港）
- 成田国際空港（成田空港）
- 茨城空港[注 6]

その他にも、東京都下に調布飛行場・大島空港・八丈島空港・新島空港・神津島空港・三宅島空港がある。また、東京都は、米軍横田基地（東京都福生市）について民間共用化を要望している。

## 空域
関東の空は、通称「横田空域」と呼ばれる1都8県（東京都・神奈川県・埼玉県・栃木県・群馬県・山梨県・長野県・新潟県・静岡県）に及ぶ広大な空域の航空管制が行われており、国内航空の最重要ハブ空港である羽田空港の発着経路設定にも影響を及ぼしていた。それが同空域からの影響をほぼ受けない成田国際空港の新空港建設の遠因ともなった。
羽田空港は主に離陸経路の設定に横田空域の影響を受けていたが、1992年と2008年9月25日に、空域が一部返還されており、離陸時の要求上昇率が緩和されたため、離陸経路の設定自由度が増して発着回数の増加に寄与している。
その一方で横田空域を利用する軍用機、自衛隊機などは設定空域が低空であるが故に進入進出路となる地域は騒音問題に悩まされ続けており、横田飛行場（多摩地域）以外にも神奈川県には厚木基地・横須賀基地・キャンプ座間に代表されるように米軍基地が密集している。神奈川県内の国道16号（相模原市 - 横浜市 - 横須賀市）は、米軍基地の多さで沖縄県内の国道58号（嘉手納周辺）と対比されることもある。

## 首都機能移転論
国会等の移転に関する法律は、国会などの移転を目指して、その具体化の推進のために積極的な検討を行うべきことを明らかにし、そのための国の責務、基本指針、移転先候補地の選定体制などについて定めるため制定された。